# Diproctacanthus xanthurus
Diproctacanthus xanthurus е вид лъчеперка от семейство Labridae, единствен представител на род Diproctacanthus.

## Разпространение
Видът е разпространен в Австралия, Вануату, Виетнам, Индонезия, Камбоджа, Малайзия, Малки далечни острови на САЩ, Мианмар, Нова Каледония, Палау, Папуа Нова Гвинея, Соломонови острови, Тайланд и Филипини.